# ميخائيل والش (لاعب كرة قدم أيرلندي)
ميخائيل والش (بالإنجليزية: Michael Walsh)‏ هو لاعب قذف ولاعب كرة قدم أيرلندي، ولد في 13 أكتوبر 1961 في كيلكيني في جمهورية أيرلندا. لعب مع Kilkenny Senior Hurling Team ‏.